# 何鎖南普
何鎖南普，原名锁南普（Sonam Gonpo:302），乾隆帝《御批歷代通鑑輯覽》將其改為何索諾穆溫布，《欽定歷代職官表》將其改正為索諾木諾爾布，說藏語為「索諾木福·諾爾布財」。元朝末年河州（今甘肃临夏）右丞里人。东乡族，一说藏族或蒙古族。
元末任任荣禄大夫、陕西等处行中书省平章政事、吐蕃等處宣慰使都元帅，洪武三年（1370年）明朝征西将军邓愈西征，五月，锁南普于河州率众歸降明朝，赐姓何。洪武四年正月明朝設河州衛，命他為指揮同知，准予世襲。在河州东乡（今甘肃东乡族自治县）实行土司统治。何鎖南普歸降明朝後，漢族移民增多，使得原來以藏族人口為主的河州於百年內變成以回族人口為主。:308–309
何鎖南普是河州何氏土司之始祖。其弟汪家奴，授岷州卫世袭指挥佥事。次子何敏，授锦衣卫佥事。何锁南普死后，由长子何铭于洪武三十年承袭，授镇国将军、洮阳节度使，后因功晋升都指挥同知。何氏土司历经明、清，在1932年（民国二十一年）改土归流。今东乡族自治县政府驻地仍称锁南镇。